# Calcio agli Island Games 2005
Il torneo di calcio agli Island Games 2005 è stata la nona edizione torneo. Si è svolto dal 10 al 15 luglio 2005 sulle Isole Shetland.
Il torneo maschile vide la partecipazione di 10 squadre e fu vinto dalla Selezione di calcio delle Isole Shetland, quello femminile di 6 squadre e terminò con la vittoria della Nazionale di calcio femminile delle Isole Fær Øer.

## Squadre

### Torneo maschile
- Isole Åland
- Isole Falkland
- Groenlandia
- Guernsey
- Isola di Man

- Isole Orcadi
- Saaremaa
- Isole Shetland
- Ebridi Esterne
- Anglesey

### Torneo femminile
- Bermuda
- Guernsey
- Isola di Man
- Isole Åland
- Fær Øer
- Isole Shetland

## Formato

### Torneo maschile
Le dieci squadre furono divise in due gironi all'italiana di cinque squadre ciascuno.
La prima fase prevedeva un girone all'italiana con gare di sola andata; nella seconda le squadre dei due gironi si affrontavano in base alla posizione in classifica per assegnare le posizioni finali, dal decimo al primo posto

### Torneo femminile
Le sei squadre sono state inserite in un girone all'italiana, con gare di sola andata. Le posizioni al termine delle 5 giornate in incontri determinarono l'ordine finale.

## Podi

### Uomini
| Evento                     | Oro            | Argento  | Bronzo         |
| Calcio maschile (dettagli) | Isole Shetland | Guernsey | Ebridi Esterne |

### Donne
| Evento                      | Oro     | Argento     | Bronzo  |
| Calcio femminile (dettagli) | Fær Øer | Isole Åland | Bermuda |

## Medagliere
| Posizione | Paese          |   |   |   | Totale |
| --------- | -------------- | - | - | - | ------ |
| 1         | Isole Shetland | 1 | 0 | 0 | 1      |
| 1         | Fær Øer        | 1 | 0 | 0 | 1      |
| 3         | Guernsey       | 0 | 1 | 0 | 1      |
| 3         | Isole Åland    | 0 | 1 | 0 | 1      |
| 5         | Ebridi Esterne | 0 | 0 | 1 | 1      |
| 5         | Bermuda        | 0 | 0 | 1 | 1      |
| Totale    | Totale         | 2 | 2 | 2 | 6      |